# ماذا صنع الله بعزيزة بركات

بلال فضل مؤلف كتاب ماذا صنع الله بعزيزة بركات

"ماذا صنع الله بعزيزة بركات" هي مجموعة حكايات من تأليف الكاتب و الصحفي بلال فضل تحكي قصصا من صميم الواقع المصري الذي يمكن أن ينسحب على العديد من أوجه الحياة في البلدان العربية بأسلوب يمزج بين السخرية و التصوير الدقيق لأوجه المفارقات التي تحفل بها الحياة في بلاد مصر.
و الكتاب من منشورات  دار المدى للطباعة والنشر والتوزيع، و صدرت طبعته الأولى سنة  2023.

## المحتويات
- ماذا صنع الله بعزيزة بركات ؟
- عن العم صلاح وتلفزيونه اللعين.
- المحروق
- المجني عليها
- صديقي القاتل.
- فخ الاستسلام للمرارة أو حالة الأستاذ عبد الحميد .
- واحد من المواطنين الشرفاء ولا مؤاخذة
- لكي تظل في ضلالاتك اللذيذة.
- أنا والرجل الأخضر .
- طرف من حكايتي مع القويس ميل .
- تراجيديا البوهيمي!.
- كوكو واوا في نيابة أمن الدولة .
- في صحبة حرامي الأنبوبة! .
- بلال فضل.

## تلخيص
هي حكايات من صلب الواقع المصري و تجلياته الثقافية والاجتماعية
بدء من حكاية عزيزة بركات التي كانت راقصة في أفلام الخمسينات، و التي آثارت اهتمام المؤلف لمعرفة حكايتها، وبعد سنوات من البحث و التقصي يتعرف على حكايتها المؤثرة من كلاكيت مشهور اسمه حسين عرعر.
الحكاية الثانية: تحكي حكاية تلفيزيون الفنان الشهير صلاح السعدني الذي سُرق في شقة له في الإسكندرية، و الذي سيعاد له بعد القبض على سارقه، لكن عندما سيذهب لقسم الشرطة للقيام بإجراءات تسلم الجهاز سيحضر الفنان و المؤلف  باصرار من وكيل النيابة استنطاقا  تقشعر لها الأبدان يتعلق بقضية أسرة عاشت جريمة زنى المحارم.
الحكاية الثالثة: عن جدة المؤلف التي كانت تتشبث بآلة خياطة قديمة و "وبور للغاز"، هذا الاخير الذي سيتسبب لصاحبنا بحروق في صدره  بعد إساءة استخدامه.
الحكاية الرابعة: عن ممثلة و مطربة لبنانية سيتم اختيارها للقيام بدور البطولة في فيلم كتب السيناريو الخاص به مؤلف الكتاب رغم قدراتها المحدودة ، ليتضح أن وراء اصرار المنتج عليها: ضغوط شركة خليجية كبرى، وتتعرض هذه الممثلة لجريمة قتل بشعة ناتجة عن زواج المال بالسلطة في حكاية تتكرر مع الفنانات اللواتي لديهن قسط من الجمال و يخترن الحياة في مستنقع زواج  المال الفاسد مع  السلطة المتحللة من كل القوانين .
الحكاية الخامسة: عن قاتل مثقف قادته ظروفه الصعبة لارتكاب جريمة قتل اختلط فيها حظه العاثر مع الفقر، وقد تعرف الكاتب على قصته المؤثرة و ظروف ارتكابه لتلك الجريمة وحكى له مظاهر السجن في تلك الفترة من تاريخ مصر.
الحكاية السادسة: عن الملحن عبد الحميد توفيق زكي الذي حاوره المؤلف و الذي ادعى أنه يعود إليه الفضل في اكتشاف المطرب المعروف عبد الحليم حافظ، و الذي اشتكى من عدم الاعتراف الفني بألحانه و عدم اشتهارها بسبب أنه لم يكن مداهنا للصحافة و لم يكن له حظ غيره أمثال الموسيقار محمد عبد الوهاب.
الحكاية السابعة: عن شخصية متلونة حوكمت في قضايا فساد و بعد خروجها من السجن بدأت تتقلب في مهمات  لا أخلاقية تبرز تلونها و قدرتها على الانخراط في ممارسات دعائية لمن لديه السلطة سياسيا او اقتصاديا.
الحكاية الثامنة: يتذكرفيها الكاتب قصة حب فاشلة له في زمن دراسته في الجامعة و تعلقه بطالبة معه تعلقا كان محكوما عليه بالفشل نظرا لظروفه الاقتصادية ، كما  يقدم فيها رؤيته للحب خصوصا في مرحلة الشباب .
الحكاية التاسعة: تعود الى سنة 2005 ، وتتحدث عن قضية رفعت ضد الكاتب جراء كتابته مقالا ساخرا ضد حاكم عربي ، و رغم ضغط الجهاز التنفيذي فإن النائب العام  افرج عنه .
الحكاية العاشرة: تحكي انتقال الكاتب الى اعتماد تقنية البريد الصوتي voice mail في تواصله مع الجميع  ، و التداعيات التي أحدثها هذا التغيير  بين من اعتبره نوعا من التعالي و التكبر و من تفهم الامر و كذا تأثيرته على عمله .و كان ممن شجع الكاتب على هذه الخطوة ضمنيا الفنان صلاح السعدني و الذي كان يطلق  على هذه التقنية " منقذ المعذبين و قاهر المعذبين".كنا يحكي قصصا عن الذين فضحهم أو أزعجهم هذا التحول.
الحكاية الحادية عشرة: تسرد قصة البوهيمي العامل في مجلة روز اليوسف التي عمل فيها المؤلف متدربا صحفيا و التي التقى به في رحابها، و هي حكاية تراجيدية عن شخص كان موهوبا ككاتب للقصة القصيرة و مترجما في هذه المجلة، و الذي قادته الظروف و التحولات و النكسات الى شخص سكير بوهيمي كثير المشاكل داخل المجلة و خارجها ، و بعد ان كان يتفداه المؤلف حاول بعد أن تعرف على حكايته وأن يتقرب منه، لكن صاحبنا غادر القاهرة الى المنوفية للتي ينحدر منها بعدها سيأتي خبر وفاته المحزن و الصامت .
الحكاية الثانية عشرة: تحكي عن بلاغ الى نيابة أمن الدولة ضد المؤلف في بداية عمله في صحيفة الدستور المصرية ، و لأنه لم يعرف مصدره فقد آثار في نفسه الخشية و الخوف أن يكون تجاوز الحدود ، لكن من حضه أن من سيكلف بالدفاع عنه كان ما وصفه بنقيب النقباء المحامين أحمد الخواجة ، ليضح في الاخير أن القضية لم تكن قضية خطيرة، بل قضية رفعها ضده عميد كلية للفنون الجميلة جراء عنوان صاغه المؤلف لشكاية طلاب هذه الكلية ونشرها في الصحيفة، متهما إياه بالسب و القذف ، لكن التهمة سيتم تبرئة الكاتب منها .
الحكاية الثالثة عشرة: و هي أطول حكايات الكتاب، و تتحدث عن ملابسات إغلاق جريدة الدستور التي عمل فيها المؤلف سكرتيرا للتحرير ، و عن القضايا التي رفعت ضد طاقمها الصحفي و مسؤوليها في المحاكم و من ضمنها القضية التي تمت متابعة الكاتب فيها ، و يحكي بلال فضل بأسلوب ساخر و مسهب مجريات التحقيق و حظه الذي أوقعه مسلسلا إلى جانب سارق أنبوبة غاز مسكين، لينتهي هذا المسلسل المرعب بالافراج عنه  .كما يتخلل الحكاية وصف لظروف تلك المرحلة الصعبة و تداعيتها .

## الأسلوب و النقد
هي حكايات إذن من السيرة الذاتية للكاتب حيث تمتزج فيها تجربة المؤلف بين كونه صحفيا و كاتب سيناريوهات للأفلام و ناقدا فنيا ...كما يمكن عدّها نوعا من «الأرشيف» و التوثيق لمرحلة من مراحل تاريخ مصر المعاصر، يتميز أسلوب بلال فضل في كتابه هذا بأنه أسلوب مليء بالسخرية والفكاهة بشكل احترافي. دون أن يكون ذلك مصطنعا،و يعتبرها الكاتب حكايات متفرقة من مشوار حياته، القصد منها الإمتاع والمؤانسة والتخفف من أثقال حمل بعضها على قلبه.
لكن هناك من اعتبره محبطا لبعض المتابعين المستمرين لبلال فضل ، إذ إن كثيرًا من الحكايات التي تضمنها الكتاب، سبق له أن كتبها ضمن مقالات مختلفة، بما في ذلك حكاية “عزيزة بركات“ نفسها ، أو عبر برنامجيه “الموهوبون في الأرض” و”الحكاية والرواية وأشياء من هذا القبيل وخلافه.

## اقتباسات
مع دخول بعض الجيران الذين جابتهم الصرخات على ملا وجوههم تنوعت مصادر الحل السريع، وكان يمكن أن تصل إلى عدد لا نهائي في بلد يولد فيه كل مواطن طبيباً ومهندساً ومديراً فنياً للمنتخب الوطني، وبالهم لم يكن من بين تلك الحلول ضرورة الذهاب الفوري إلى أقرب مستشفى.
لذلك ولذلك كله، قررت أن أتبع تقنية شديدة الحذر وعالية الأمان، هي تقنية الإجابة على السؤال بسؤال، التي يسهل أن تخفي خلفها تهربك من الإجابة.
سيظل الحب كما كان في البدء، أن ترى الأمور كما تتخيلها، وليس كما هي على حقيقتها ، أحياناً تكون محظوظاً حين تتوحد الرؤية بين ما تراه وما تتخيله، وأحياناً لا تحصل من الحب على شيء، سوى الضلالات اللذيذة التي تتمنى أن تظل فيها إلى الأبد.

في ظل ذلك الوضع المعقد - بفتح القاف وكسرها - اكتشفت أن من أهم مفاتيحك إلى مكان عمل آمن هو تحسين علاقتك بقدامي العاملين من سعاة وعمال بوفيه ومصاعد وموظفي أمن وسنترال، إذ بوسع من أراد من هؤلاء الذين قد تستهين بأهميتهم، أن يجعل حياتك جحيماً.

## أنظر أيضًا
- بلال فضل
- أم ميمي
- دار المدى للنشر والتوزيع